# 普加乔夫起义
普加乔夫起义（羅馬化：Vosstaniye Pugachyova）指的是1773年至1775年发生在俄罗斯的、由頓河哥薩克叶梅利扬·普加乔夫所牽頭的哥薩克-農民起義。起义（暴动）由乌拉尔哥萨克军队发起，逐步拓展至乌拉尔及伏尔加河流域的哥萨克人、农民、百姓，形成了与叶卡捷琳娜二世及其政府对抗的全面战争。
1772年，雅伊克爆发了军队内部为反对高级军官和政府代表肆意惩罚和逮捕士兵的哥萨克示威抵抗活动，其直接导火索是反对Давыдова和Траубенберга将军的军队内部暴力。随后抵抗活动被镇压，但士兵们并不服气，而是忍辱负重等待新的抗议理由。
1772年，被俄罗斯皇家军队解雇的军官普加乔夫出现，并自称是已被谋杀的沙皇彼得三世。
1773年9月17日（一说28日）普加乔夫率领乌拉尔哥萨克起兵反抗叶卡捷琳娜二世女皇的统治，声称要终结农奴制。起义由布达里诺的哨所发起，很快覆盖了整个奥伦堡地区、乌拉尔地区、卡马地区、部分西西伯利亚地区、巴什基里亚和伏尔加河中部地区。通过其鼓动及承诺当时人们最迫切的需求，巴什基爾人、鞑靼人、卡尔梅克人、哈萨克人、楚瓦什人和乌拉尔工厂工人等很快加入了哥萨克人的行列。他的起义军受到农民、哥萨克和旧礼仪派牧师的广泛支持，极盛时期控制了伏尔加河至乌拉尔山脉之间的地区。在1774年的喀山战役中，起义军大败沙俄军队，占领了除喀山克里姆林宫以外的整个喀山省。
1773年9月至1774年3月，为起义的第一阶段，普加乔夫率领的军队取得了阶段性胜利，其起义军由经验丰富的非正规哥萨克军队和部分外国部队组成，很快击溃了人数有限且士气低落的政府军。叛军围攻了奥伦堡、雅伊克（现烏拉爾）、乌法，占领了许多城镇、堡垒和工厂。
随着政府意识到局势的严重性，开始从西部及西北郊外调兵，并令作战经验丰富的亚历山大·伊里奇·比比科夫将军统帅部队镇压叛军。结果就是从1774年3月起，叛军开始节节败退，许多优秀统领和起义军被杀或被俘，其余残部也随之四散而逃。但随着1774年4月比比科夫的去世，南乌拉尔工业区和巴什基里亚地区的起义又重新爆发。普加乔夫又重新集结了分散的部队，尽管屡战屡败，但在1774年7月的乌拉尔和卡马地区战役中，他成功占领了沙俄帝国最大的城市之一——喀山。

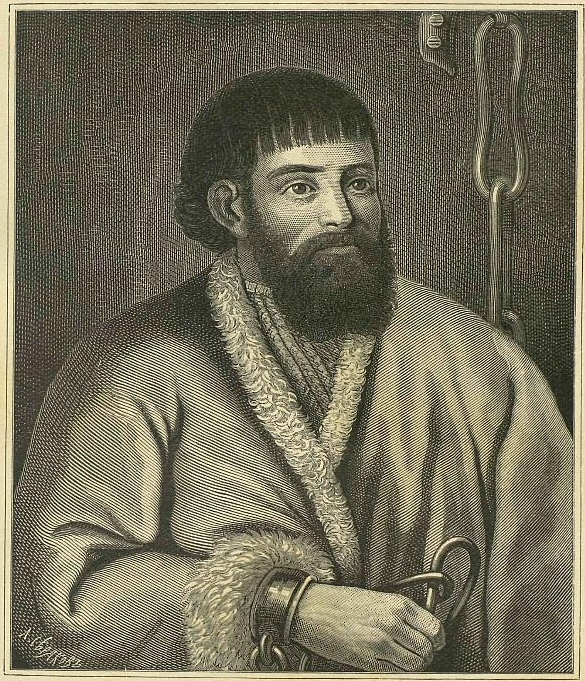
普加乔夫画像

起义军虽然得到了农奴以及雅伊克、伏尔加河流域百姓的支持，但军事上普加乔夫的部队却无法与正规军抗衡。随着哥萨克的精锐部队被政府军消灭，巴什基尔人的部隊並沒有追随普加乔夫向伏尔加河流域进攻，而随后追随其部队的大多是没有什么战斗经验且无任何装备的农民。在围攻喀山城堡三天，却并未取得成果后，普加乔夫的部队撤退至伏尔加河右岸，继续高举口号“解放农奴”，获得了喀山、下诺夫哥罗德、莫斯科、沃罗涅日和阿斯特拉罕地区众多农奴的支持。1774年7月，随着俄土战争的结束，叶卡捷琳娜二世将更多的精力投入到镇压起义军当中，派彼得·伊万诺维奇·帕宁将军率大规模部队镇压起义军。普加乔夫部队溃退至伏尔加河下游，他将希望寄托于顿河哥萨克部队能够重新加入起义军，但可惜并未得到他们的支持，最终在黑亚尔战役中被击溃。尽管主力军被击溃，但叛乱的农奴在伏尔加河流域和巴什基里亚地区仍然活跃，并持续至1774年年底，而零星的的个人反动活动一直持续至1775年中旬。普加乔夫及其同伙经调查和审判，于1775年1月在莫斯科被处决。
沙俄政府最初未能镇压叛乱，部分原因是在后勤运输上有困难，且错误地估计了叛乱规模。1774年底，伊万·伊万诺维奇·米赫尔松在察里津（今伏尔加格勒）击溃了起义军，战局开始转折。1775年1月，普加乔夫战败被俘，于莫斯科被处决。彼得·伊万诺维奇·帕宁对起义军的残余势力进行报复性清洗。
普加乔夫起义被認為是俄罗斯历史上最大规模的農民起義。不少故事和文学作品提到了这次起义，其中最著名的是普希金的《上尉的女儿》。

### 背景
这次农民战争是因阶级矛盾激化而引起的。当时，俄罗斯封建农奴制关系行将崩溃，资本主义关系日趋形成。贵族和专制国家不断加强农奴主压迫，激起了人民群众强烈反抗。这次农民战争的主力是农奴，此外，哥萨克劳动阶层和矿业工人也参加了这一运动。闻风举义的还有巴什基尔、鞑靼、卡尔梅克及伏尔加河中下游左岸地区的其他非俄罗斯民族。在这场农民战争爆发前不久，1771年，莫斯科爆发了市民下层群众的起义（“鼠疫之乱”）。1772年，亚伊克哥萨克奋起反抗哥萨克上层首领，同年，伏尔加河和顿河哥萨克村镇也发生骚动。叶卡捷琳娜二世政府依仗军事力量，勉强驾驭庞大帝国蒙受压迫的各族人民。俄土战争（1768-1774）使国内社会矛盾更加尖锐，日益沉重的负担激起了劳苦大众的不满。
普加乔夫起义是1612年-1917年间俄罗斯史上最大规模的内战。战争波及了绝大部分沙俄领土，先后有数十万人加入起义军，其中包含了社会各个阶层以及不同的民族的人民、农奴、工人。他们的发起反抗的初心各不相同，其决心以及背后所代表的利益阶级也各不相同，这导致了他们并不能完全统一行动，也为后来的起义失败埋下了伏笔。其中发起者普加乔夫的叛乱理由也非常奇葩，其宣称当时已被谋害的沙皇彼得三世并没有死，而是被秘密解救，而且他就是彼得三世。由此可见，当时底层农奴与统治阶级积怨已深，任何理由都可以成为起义的导火索。

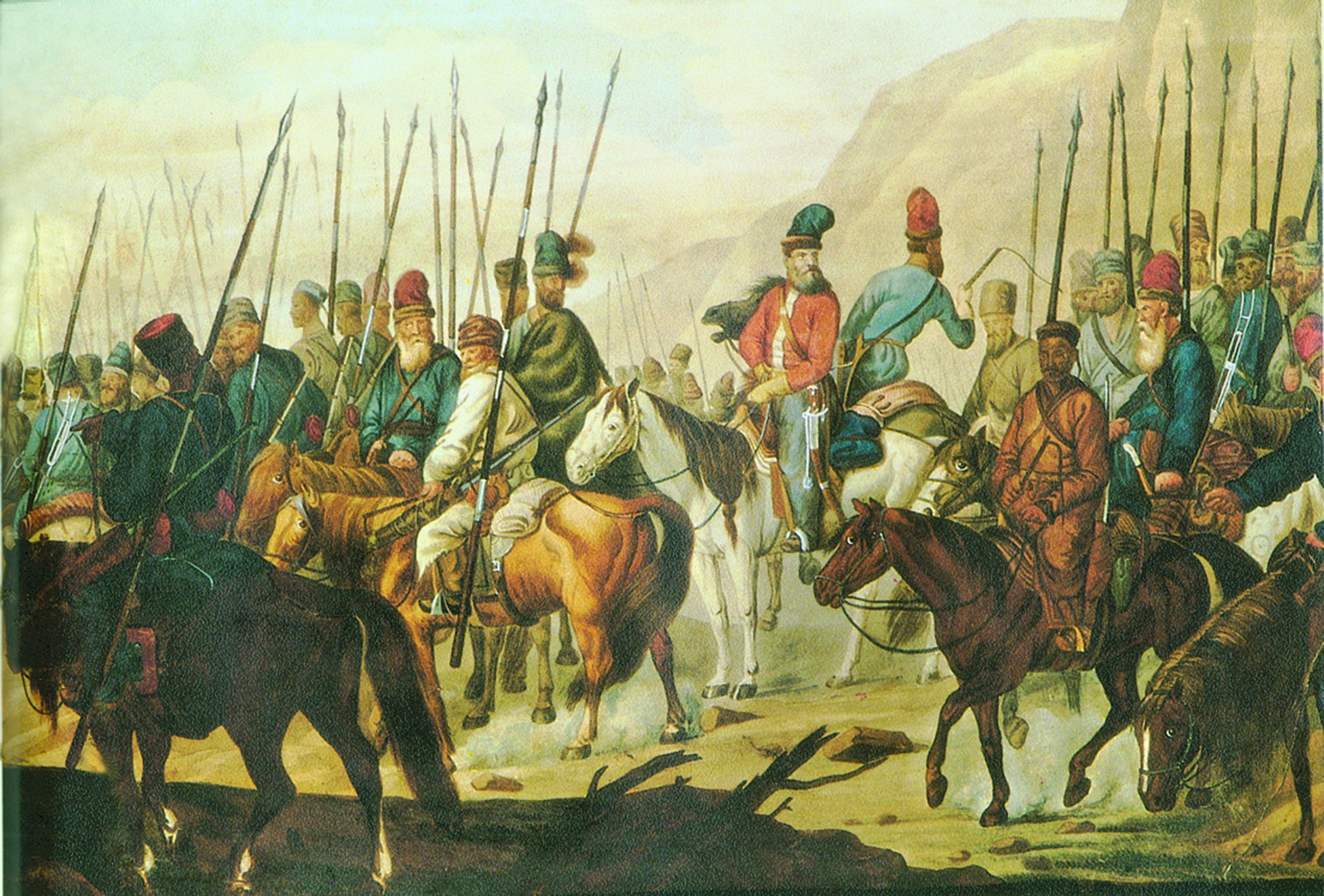
战役中的哥萨克军队（18世纪水彩画）

暴动起初是由于伊萨克哥萨克军队对上层的积怨开始的。纵观整个18世纪，雅伊克哥萨克军队逐渐失去自由和自主权。1721年，彼得一世首先对军队实行改革，将所有的哥萨克军队由原来的外国军事管理委员剥离，直属于战争执行管理委员会，随即批准并直接任命了部队首领。由此开始该首领便成为了雅伊克军政系统中一枝独秀的存在，因为该首领是由委员会直接任命的，并不是由哥萨克人内部选举产生，且该职位不受投票结果左右，故此雅伊克人从此失去自主选举首领的权利。从1730年G·M·梅尔库利耶夫开始，雅伊克军队内部实际上分成了元老派和军事派。1754年沙皇颁布法令，垄断食盐经营，更加剧了军队内部分化的格局。因为这支军队的经济来源很大一部分来自渔业和鱼子酱贸易，而食盐便成为了他们的战略物资。从1763年第一次积怨爆发，直到1772年起义，哥萨克人向奥伦堡和圣彼得堡不断提出请愿。哥萨克人想要重回自由的愿望和政府军事改革的决心成为了不可调和的矛盾。“虽然雅伊克哥萨克人并不否认俄罗斯公民身份……，但他们总是从自己人里选领导……，而且他们的一些重要的事务总是想自己商讨出个办法……但是在现有体制下，作为专制国家的臣民，他们应该把共和国的利益放在首要位置。”例如叶卡捷琳娜二世在描述扎波罗热军队时所写，对雅伊克来说也是如此：“他们没有了对王权的信赖和思想依靠，当然，他们想自己建立一个完全由他们自己控制的国家”。
1769-1770年间由于哥萨克军队连续拒绝增援特尔斯防线及前往组建莫斯科军团等命令，沙皇派出以达维多夫少将和沙皇近卫军杜尔诺夫上尉为首的调查委员会来到雅伊克城。在1771年的调查中发现，哥萨克军人拒绝追捕当时叛逃至清朝政府的卡尔梅克人。于是，1771年12月16日军事委员会判决：“将1965名未执行追捕卡尔梅克人命令的哥萨克军人以及百夫长发配。。。以及主要闹事者……总共有四十三名哥萨克人，受到鞭刑，剃须，并被送往第二集团军的军团服役”。